# Another World (w-inds.のアルバム)
『Another World』（アナザー・ワールド）は、w-inds.の8枚目のオリジナルアルバム。通常盤、DVD付属の2形態で2010年3月10日発売。

## 解説
前作『Seventh Ave.』より約1年8ヵ月ぶりとなるオリジナルアルバム。シングル「Everyday」「CAN'T GET BACK」「Rain Is Fallin'」「HYBRID DREAM」「New World」「Truth〜最後の真実〜」の6曲（すべて両A面シングルなので、実質3枚）に加え、2009年のツアー"SWEET FANTASY"で初披露され、新曲としてセットリストに組み入れられた「Don't remind me」を含めた全15曲（そのうち1曲はイントロダクション/M1）を収録。
なお「Don't remind me」はLil Eddieも作曲しており、Wanna Be Yoursという曲名で録音されてある(橘慶太ツイッター公式アカウントにより引用)
前作アルバム以降リリースしたシングルが3作連続オリコンシングルランキング2位を獲得。Vo.慶太が、音楽総合情報雑誌『CD & DLでーた』2010年3月号にて、「今もw-inds.のメイン楽曲だと思っている」と語っている「CAN'T GET BACK」を主軸に、これまでのアルバムに必ず収録されていたJ-POP的な楽曲がほぼ取り除かれ（「Everyday」以外）、全曲に渡りR&B、エレクトロサウンドによるコンテンポラリーなダンス・ミュージックのみでの構成となっている。また、デビュー以来から作品提供をしてきた葉山拓亮が手掛ける楽曲が収録されていない、メンバーによるラップの封印、外部プロデューサーの起用等、従来のw-inds.のアルバム制作スタイルを一変させたアルバムでもある。
収録曲「Cos Of You」のタイトル及び詞中の "Cos" は "Because" の短縮形であるため、6thシングル「Because of you」とタイトルが重複する結果となってしまった（6thアルバム『Journey』収録（M10）の葉山拓亮提供楽曲「メッセージ」と、2009年11月18日に配信限定で単独リリースされた杉良太郎提供楽曲「Message」の表記違いのタイトル重複に次ぐ）。
DVDには両A面の3枚のシングルの6曲のミュージック・ビデオの他、ボーナス・トラックとして、2009年ファンクラブツアー時のライブ映像「Rain Is Fallin' 〜FCLT2009〜」が収録されている
本アルバム初回プレス分に封入されているイベント応募抽選券と携帯電話を使用した応募者の中から抽選で、2010年3月20日(土)に新木場STUDIO COASTで開催されたプレミアムライブに招待された。

## 主なコラボレーション（プロデュース以外）
- w/ G-DRAGON from BIGBANG (M6/Rap)
- w/ BACHLOGIC (M11/Composition/Arrangement)

## CD・DVD収録曲
| CD  |                                         | |      |
| 1   | Intercode                               | 作詞・作曲・編曲:Ryosuke Imai / コーラス:YUKALI / 歌詞英訳:Sunny                                                 | 1:13 |
| 2   | New World(album edition)                | 作詞・作曲・編曲:Ryosuke Imai                                                                                    | 5:04 |
| 3   | CAN'T GET BACK                          | 作詞:shungo. / 作曲:Jacob Olofsson,Magnus Lidehall / 編曲：Koma2 Kaz                                             | 3:59 |
| 4   | Re:vision                               | 作詞:Ryosuke Imai / 作曲:USK TRAK / 編曲:Ryosuke Imai / Additional voices:USK TRAK                               | 4:05 |
| 5   | Nothing Is Impossible                   | 作詞:shungo. / 作曲:Magnus Lidehall,Jacob Olofsson / 編曲:Koma2 Kaz                                              | 3:41 |
| 6   | Rain Is Fallin'                         | 作詞:shungo. / Rap詞:G-DRAGON(BIGBANG) / 作曲:作曲:Magnus Lidehall,Jacob Olofsson / 編曲:Koma2 Kaz               | 4:00 |
| 7   | Some More                               | 作詞:Shoko Fujibayashi / 作曲・編曲:Martin Hanzen,Mohombi Mopundo                                                | 3:10 |
| 8   | Don't remind me                         | 作詞:shungo. / 作曲:Magnus Lidehall,Jacob Olofsson / 編曲:Koma2 Kaz                                              | 3:16 |
| 9   | In The Red                              | 作詞:Kiyohito Komatsu / 作曲・編曲:Darren Martyn,Karl Gordon / マニピュレート:Koma2 Kaz / Guitar:Nozomi Furukawa | 3:54 |
| 10  | Truth〜最後の真実〜                     | 作詞:shungo. / 作曲・編曲:Smith,Howard                                                                           | 3:02 |
| 11  | HYBRID DREAM                            | 作詞:shungo. / 作曲:BACHLOGIC,J-SON,SUPREME / 編曲:BACHLOGIC                                                     | 4:09 |
| 12  | Cos Of You                              | 作詞:Kiyohito Komatsu / 作曲・編曲:Darren Martyn / マニピュレート:Koma2 Kaz                                      | 3:58 |
| 13  | Prayer                                  | 作詞:shungo. / 作曲:Magnus Lidehall,Jacob Olofsson / 編曲:Koma2 Kaz                                              | 3:43 |
| 14  | Spiral                                  | 作詞:shungo. / 作曲:Jonas Jeberg,Mitch Hansen,Lil Eddie / 編曲:Koma2 Kaz                                         | 4:12 |
| 15  | Everyday                                | 作詞・作曲:tetsuhiko / 編曲:Sadahiro Nakano,etsuhiko                                                             | 4:17 |
| DVD |                                         | |      |
| 1   | New World(Music Video)                  | ディレクター:Tatsuya Murakami for Tateoka Office                                                                 | 5:09 |
| 2   | CAN'T GET BACK (Music Video)            | ディレクター:Takayuki Niwa                                                                                       | 4:00 |
| 3   | Rain Is Fallin' (Music Video)           | ディレクター:Sadahiro Sonoda                                                                                     | 4:00 |
| 4   | Truth〜最後の真実〜 (Music Video)       | ディレクター:Kats Mori for poosworks                                                                             | 3:03 |
| 5   | HYBRID DREAM (Music Video)              | ディレクター:SAMPRAS design ＋ Kats Mori                                                                         | 4:09 |
| 6   | Everyday (Music Video)                  | ディレクター:Kats Mori                                                                                           | 4:19 |
| 7   | Rain Is Fallin' 〜FCLT2009ver.〜 (Live) | ディレクター:Kats Mori                                                                                           |      |

## タイアップ
| M-2  | New World           | 日本テレビ系『ドクター・ハウス シーズン2』エンディングテーマ                                         |
| M-3  | CAN'T GET BACK      | 日本テレビ系『スーパーチャンプル』2008年11月度エンディングテーマ                                     |
| M-6  | Rain Is Fallin'     | 日本テレビ系『江川×堀尾のSUPERうるぐす』2009年4、5月度テーマソング                                   |
| M-10 | Truth〜最後の真実〜 | TBS系テレビ『あらびき団』2009年12、1月度エンディングテーマ                                           |
| M-11 | HYBRID DREAM        | 日本テレビ系『カウントダウン・ドキュメント 秒ヨミ!』2009年5月度エンディングテーマ                    |
| M-15 | Everyday            | 日本テレビ系『THE・サンデー NEXT』2009年11月度エンディングテーマ music.jp独占先行配信（TV-SPOT投下） |

## 発売形態
| 形態   | 発売日        | 品番       | 備考 |
| ------ | ------------- | ---------- | --- |
| CD+DVD | 2010年3月10日 | PCCA-03126 | 初回プレスのみ、リリース記念イベント参加応募券封入（応募締切:'10年3月15日24時） |
| CD     | 2010年3月10日 | PCCA-03127 | 初回プレスのみ、リリース記念イベント参加応募券封入（応募締切:'10年3月15日24時） 初回生産分のみ限定封入特典：w-inds.×USAVICH コラボレーションIC保護シート（SuicaやPasmo等のカードに貼れるもの。) |

ジャケットはCD+DVDタイプ、CDタイプでそれぞれ異なっている。